# Progonia perarcuata
Progonia perarcuata är en fjärilsart som beskrevs av George Francis Hampson 1902. Progonia perarcuata ingår i släktet Progonia och familjen nattflyn. Inga underarter finns listade i Catalogue of Life.